# Clara Hilda Ramos
Clara Hilda Ramos Álvarez (1941) es una botánica y profesora mexicana, desarrollando actividades de investigación y académicas en el "Instituto de Biología", de la Universidad Nacional Autónoma de México.

## Algunas publicaciones
- clara h. Ramos Álvarez, esteban Martínez. 2011. Una Nueva Especie del Género Esenbeckia en México. Acta Botanica Hungarica 53 (1-2): 193–196 resumen en línea (enlace roto disponible en Internet Archive; véase el historial, la primera versión y la última).

- ----------------------------------, nelly diego Pérez. 2002. Una especie nueva de Fuirena (Cyperaceae) del estado de Campeche (México). Acta Botánica Mexicana: 51-55 ISSN 01877151

- nelly diego Pérez, clara h. Ramos Álvarez, esteban Martínez. 2001. Un nuevo registro de Cyperus para México. Acta Botánica Mexicana 55: 17 - 20 en línea

### Libros
- esteban Martínez, clara h. Ramos Álvarez. 2012. Flora del Valle de Tehuacán-Cuicatlán. Fascículo 104. Dto. de Botánica, Instituto de Biología UNAM. ISBN 978-607-02-3542-9, ISBN 968-36-3108-8 en línea

- clara h. Ramos Álvarez, víctor Díaz Gómez. 1981. Instrucciones para recolectar muestras de maderas para estudios tecnológicos. N.º 54 de Boletín divulgativo. Editor Instituto Nacional de Investigaciones Forestales y Agropecuarias, 15 pp.

- ----------------------------------, francisco González medrano. 1974. La Vegetación de la zona árida veracruzana. Vol. 11 de Flora de Veracruz. 46 pp.

## Honores

### Membresías
- Sociedad Botánica de México[6]
- La abreviatura «Ramos» se emplea para indicar a Clara Hilda Ramos como autoridad en la descripción y clasificación científica de los vegetales.[7]